# 萌消湾
萌消湾 (もえけし/もいけし わん)または リヴィナヤ・パシチ(ロシア語: Львиная Пасть)とは、クリル列島 (千島列島)の択捉島南部にある複成火山。オホーツク海に面した大きなカルデラ湾が特徴。完新世初期に火山爆発指数7に達する大規模な噴火があったとされる。萌消カルデラとも。
択捉島にはおよそ9つの成層火山、複数の火山砕屑丘、1つのソンマ火山が存在する。また数ヶ所に地熱地帯がみられる:166。萌消湾は幅7 × 9km・深さ550mのカルデラを持つ複成火山であり、カルデラは幅5km・最大水深50mの湾口によりオホーツク海とつながっている。外輪山の最高標高は528mで、カルデラ底からの高さは約1kmとなっている。
主要な噴火は紀元前7480±80年に起こった:419。噴火により周辺には溶結凝灰岩が形成され:188 、得茂別、萌消、ベルタルベの3つの火山が全て繋がり、択捉島の南端となった。また、成層火山だった先カルデラ火山は陥没により海底カルデラとなった。噴出したテフラの総量は170km3にもおよぶ:131。噴火の火山爆発性指数は7:419とされ、これは完新世にクリル列島で起こった噴火としては最大規模とされる:189:64。火山から50km以内では生物の生息地は完全に死滅したと考えられている:137。噴火の降灰により、その影響を受けやすい針葉樹が死滅したため、この地域ではハンノキを含む白樺林が発達したのではないかとされている:131。
シベリア・アルタイで採取された氷床コアにより、この時期に硫酸塩濃度が上昇したことが明らかになっている。萌消湾の噴火に加え、フィッシャー・カルデラ (アラスカ)やピナトゥボ山 (フィリピン) における同時代の大規模火山活動により、多量の硫酸塩が放出されたためではないかと考えられている:419。
萌消カルデラの先カルデラ火山ではカリウム含有量が少ないソレライトマグマを噴出してきた:392。他にも安山岩、玄武岩質安山岩、 玄武岩、 デイサイト 、ピクライトといった種類の噴石がみられる。約9,400年前のカルデラ噴火ではデイサイト質マグマが普通角閃石や石英の斑晶とともに噴出した:73。
萌消湾以外にも択捉島には阿登佐岳、指臼岳、ベルタルベ山、単冠山、神威岳、ゴーレツ-トルナヤ火山群、小田萌山 、 茂世路岳といった火山がある:166。